# 송경아
송경아(1971년 1월 5일 ~ )는 대한민국의 소설가 겸 번역가이다.

## 생애
연세대학교 국어국문학과에서 석사 학위를 받았다. 1994년 문단에 데뷔하였고, 《성교가 두 인간의 관계에 미치는 영향에 대한 문학적 고찰 중 사례 연구 부분인용》, 《책》, 《엘리베이터》, 《테러리스트》 등의 저작을 내놓고 번역작업도 활발히 해 왔다. 역서로는 《제인 에어 납치사건》, 《무게 - 아틀라스와 헤라클레스》, 《철학자의 돌》 등이 있다.
송경아는 2002년 서울특별시장 선거에서 문화예술인들의 이문옥 지지 선언을 주도 하고 2004년에 대한민국 제17대 총선에서 민주노동당 비례대표 후보로 출마하는 등, 적극적인 참여 작가로 활동해 왔다. 민주노동당이 2007년 대한민국 대통령 선거 후 당내 갈등을 겪은 끝에 2008년 심상정, 노회찬 등이 탈당하여 진보신당 연대회의를 구성했을 때, 진보신당 대변인으로 임명되었다. 2010년 지방선거에서 진보신당의 경기도 비례대표 후보 1번이다.

## 역대 선거 결과
| 실시년도 | 선거   | 대수 | 직책     | 선거구   | 정당       | 득표수       | 득표율          | 순위          | 당락 | 비고      |
| -------- | ------ | ---- | -------- | -------- | ---------- | ------------ | --------------- | ------------- | ---- | --------- |
| 2004년   | 총선   | 17대 | 국회의원 | 비례대표 | 민주노동당 | 2,774,061 표 | \| \| 13.03% \| | 비례대표 11번 | 낙선 | 승계 불능 |
|          | 13.03% |      |          |          |            |              |                 |               |      |           |

## 참고자료
- 최병성 기자 (2008년 3월 6일). “진보신당 대변인 소설가 송경아 - 6일 여의도 중앙당사 현판식 갖고 본격 출항”. 뷰스앤뉴스. 2008년 3월 7일에 확인함.